# Grondwetsreferendum
Een grondwetsreferendum is een volksraadpleging waarin stemgerechtigden zich kunnen uitspreken over een bepaalde voorstel-grondwet of constitutie.
Wie in Nederland spreekt over een grondwetsreferendum, doelt meestal op het Nederlands referendum over het Verdrag tot vaststelling van een Grondwet voor Europa over het Verdrag tot vaststelling van een Grondwet voor Europa van 1 juni 2005. Dit referendum werd overigens ook gehouden in diverse andere landen, waarvan Spanje en Frankrijk de belangrijkste waren, tevens in 2005. Nederland (61,6 procent tegen) en Frankrijk stemden tegen, Spanje stemde met 76% vóór.
Toch was in de Nederlandse geschiedenis het grondwetsreferendum van 2005 niet het eerste. Op 8 augustus 1797 (meer dan eeuw voor invoering van het algemeen kiesrecht) gingen honderddertigduizend Nederlandse burgers naar de stembus om zich uit te spreken over de eerste geschreven grondwet van Nederland. Tachtig procent stemde tegen (Van Holsteyn, 2004). Opmerkelijk is dat waar men in 1797 sprak van 'het dikke boek' men in 2005 in dezelfde termen sprak over de voorliggende Europese Grondwet (meer dan vierhonderd pagina's). Bij het uitspreken van de tiende Sicco Mansholtlezing in 2006 noemde eurocommissaris Neelie Kroes het bizar, dat men zich bij referendum mocht uitspreken over "zo'n telefoonboek".
Ook buiten Nederland en de Europese Unie komen grondwetsreferenda voor. Zo accepteerde de bevolking van Irak op 15 oktober 2005 bij referendum in ruime meerderheid (78,6 procent voor) een grondwet, die bepaalde dat veel macht (inclusief de verdeling van de olie-inkomsten) naar federaties gaat en dat de centrale staat dus minder macht krijgt. Op 1 juli 2011 wordt het Marokkaans grondwetsreferendum gehouden, dat zich met name richt op (de inperking van) de macht van de koning.